# 拉塞哈
拉塞哈是哥倫比亞的城鎮，位於該國西北部，由安蒂奧基亞省負責管轄，距離首府麥德林41公里，始建於1789年，面積131平方公里，海拔高度2,200米，2009年人口48,879。

## 外部連結
- （西班牙文） La Ceja official website

6°1′50″N 75°25′54″W / 6.03056°N 75.43167°W